# K Kiosk
k kiosk è il nome della maggior parte delle edicole e chioschi gestiti dalla società Valora e presenti nella Svizzera tedesca e nella Svizzera Italiana.
La particolarità di questi pubblici esercizi è legata all'apertura al pubblico ben oltre i normali orari di apertura (nelle maggiori città delle Svizzera restano aperti oltre le ore 22.00, anche la domenica) e all'offerta di prodotti diversificati, tra cui giornali, libri, articoli regalo, schede telefoniche, tabacchi, carte prepagate, bevande e snacks. k kiosk ha una rete di quasi 1.000 punti vendita, e conta 850.000 clienti abituali